# لي هاي ري (مغنية)
لي هاي ري (بالكورية: 이해리)‏ هي مغنية وممثلة مسرحية موسيقية كورية جنوبية، ولدت يوم 14 فبراير 1985 في سول في كوريا الجنوبية.

## روابط خارجية
- Lee Hae-ri على موقع IMDb (الإنجليزية)
- Lee Hae-ri على موقع ميوزك برينز (الإنجليزية)
- Lee Hae-ri على موقع أول ميوزيك (الإنجليزية)
- Lee Hae-ri على موقع ديسكوغز (الإنجليزية)